# غيلي فرنانديز
غييرمو "غويلي" فرنانديز كاسينو (مواليد 18 يونيو 2008) هو لاعب كرة قدم إسباني محترف يلعب كلاعب خط وسط في نادي برشلونة أتليتيك .

## المسيرة الكروية
وُلد في روبي، برشلونة، كاتالونيا، بدأ فرنانديز وتوني فرنانديز مسيرتهما الكروية في إسبانيول، قبل أن ينتقلا إلى برشلونة في عام 2018.  في مارس 2022، وبعد أداء مذهل بالفئة Infantil A بالنادي، تمت ترقيته إلى فئه Cadet B - حيث لعب مع لاعبين يكبرونه بعام - وسجل هدفًا في ظهوره الثاني.  في العام التالي، في أغسطس 2023، تم ضمه إلى تشكيلة برشلونة تحت 18 عامًا، على الرغم من أنه لم يتجاوز الخامسة عشرة من عمره، للمشاركة في الموسم التحضيري.  أول مشاركة له في دوري أبطال أوروبا للشباب. تحت إشراف مدرب فريق الشباب أوسكار لوبيز في سبتمبر، ليصبح ثاني أصغر لاعب في تاريخ برشلونة يشارك في هذه المسابقة، بعد لامين يامال.  استمرارًا لصعوده الصاروخي في برشلونة، تم ضم فرنانديز إلى تدريبات الفريق الأول لأول مرة في أكتوبر 2023، إلى جانب زملائه لاعبي الشباب باو كوبارسي ومارك غويو وآرون ياكوبشفيلي ، وذلك بسبب غياب عدد من لاعبي الفريق الأول.   في سبتمبر 2024، تم ضمُّ فرنانديز إلى تشكيلة الفريق الأول لعدة مباريات في الدوري الإسباني ودوري أبطال أوروبا، لكنه ظل على مقاعد البدلاء في جميعها.  

## المسيرة الدولية
مثّل فرنانديز منتخب إسبانيا تحت 15 عامًا.

## الحياة الشخصية
ابن عم فرنانديز هو زميله في نادي برشلونة توني فرنانديز ؛ والدا اللاعبين إخوة وأمهاتهم أخوات أيضًا. 

## روابط خارجية
- غيلي فرنانديز على LaPreferente (بالإسبانية)
- غيلي فرنانديز  على سكروي